# 2007-es U21-es labdarúgó-Európa-bajnokság
A 2007-es U21-es labdarúgó-Európa-bajnokság a tizenhatodik ilyen jellegű labdarúgó-torna volt ebben a korosztályban, melyet 2007. június 10. és 23. között rendeztek meg Hollandiában. Az Európa-bajnoki címet a házigazda és egyben címvédő Hollandia szerezte meg.
Hollandiát 2005 december 15-én választották ki házigazdának, megelőzve Angliát, Olaszországot, Portugáliát, Törökországot és Svédországot.
Ez volt az első alkalom, hogy az Európa-bajnokságot páratlan évben rendezték meg. Az UEFA ezt a döntést azért hozta meg, mivel korábban a torna háttérbe szorult és nem kísérte túl nagy nyilvánosság az adott évben történő, közelgő világbajnokság és Európa-bajnokság miatt.
A torna selejtezőül is szolgált a 2008-as pekingi nyári olimpiai játékokra. Az első 4 helyen végző együttes kijutott az olimpiára, de mivel Anglia Nagy-Britannia részeként indul az ötkarikás játékokon ezért a szervezők beiktattak a programba egy pót-selejtezőt.

## Selejtezők
A sorozatban induló 50 válogatott közül a 16 leggyengébb mutatóval rendelkező oda-visszavágós előselejtezőt volt kénytelen játszani. A 8 továbbjutót és a maradék 34 együttest 14 3 tagú csoportba sorsolták. A selejtezők után a 14 csoportgyőztes folytathatta és nyolcaddöntők keretein belül összesorsolták őket. Itt oda-visszavágós alapon megmérkőztek egymással. Az így kialakult 7 résztvevő Hollandiával kiegészülve szerzett jogot a részvételre.

## Helyszínek
| Város      | Stadion             | Kapacitás |
| ---------- | ------------------- | --------- |
| Arnhem     | Gelredome           | 30 000    |
| Heerenveen | Abe Lenstra Stadion | 28 000    |
| Groningen  | Euroborg            | 20 000    |
| Nijmegen   | De Goffert          | 13 000    |

## Résztvevők
| - Anglia - Belgium - Csehország - Hollandia (rendező, címvédő) | - Izrael - Olaszország - Portugália - Szerbia |

## Csoportkör
| Színmagyarázat |
| --- |
| A csoportok első és második helyezettjei bejutottak az elődöntőbe.                                                  |
| A csoportok harmadik helyezettjei pót-selejtezőt játszottak a 2008. évi nyári olimpiai játékokon való részvételért. |
| A csoportok negyedik helyezettjei kiestek.                                                                          |

### A csoport
| Csapat     | M | Gy | D | V | G+ | G– | Gk | P |
| ---------- | - | -- | - | - | -- | -- | -- | - |
| Hollandia  | 3 | 2  | 1 | 0 | 5  | 3  | +2 | 7 |
| Belgium    | 3 | 1  | 2 | 0 | 3  | 2  | +1 | 5 |
| Portugália | 3 | 1  | 1 | 1 | 5  | 2  | +3 | 4 |
| Izrael     | 3 | 0  | 0 | 3 | 0  | 6  | –6 | 0 |

| 2007. június 10. 18:15 CEST |

| Hollandia  | 1–0               | Izrael |
| ---------- | ----------------- | ------ |
| Maduro 10' | (1–0) Jegyzőkönyv |        |

| Abe Lenstra Stadion, Heerenveen Nézőszám: 22 013 Játékvezető: Damir Skomina (szlovén) |

| 2007. június 10. 20:45 CEST |

| Portugália | 0–0         | Belgium |
| ---------- | ----------- | ------- |
|            | Jegyzőkönyv |         |

| Euroborg, Groningen Nézőszám: 7 197 Játékvezető: Robert Małek (lengyel) |

| 2007. június 13. 18:15 CEST |

| Izrael | 0–1               | Belgium      |
| ------ | ----------------- | ------------ |
|        | (0–0) Jegyzőkönyv | Mirallas 82' |

| Abe Lenstra Stadion, Heerenveen Nézőszám: 5 239 Játékvezető: Craig Thomson (skót) |

| 2007. június 13. 20:45 CEST |

| Hollandia                        | 2–1               | Portugália    |
| -------------------------------- | ----------------- | ------------- |
| Babel 33' (11-esből) Rigters 75' | (1–0) Jegyzőkönyv | M. Veloso 77' |

| Euroborg, Groningen Nézőszám: 19 498 Játékvezető: Knut Kircher (német) |

| 2007. június 16. 20:45 CEST |

| Hollandia               | 2–2               | Belgium                   |
| ----------------------- | ----------------- | ------------------------- |
| Rigters 13' Drenthe 37' | (2–1) Jegyzőkönyv | Mirallas 9' Pocognoli 70' |

| Abe Lenstra Stadion, Heerenveen Nézőszám: 24 099 Játékvezető: Stéphane Lannoy (francia) |

| 2007. június 16. 20:45 CEST |

| Izrael | 0–4               | Portugália                                         |
| ------ | ----------------- | -------------------------------------------------- |
|        | (0–2) Jegyzőkönyv | M. Fernandes 37' Vaz Tê 45' M. Veloso 49' Nani 50' |

| Abe Lenstra Stadion, Heerenveen Nézőszám: 10 833 Játékvezető: Szabó Zsolt (magyar) |

### B csoport
| Csapat      | M | Gy | D | V | G+ | G– | Gk | P |
| ----------- | - | -- | - | - | -- | -- | -- | - |
| Szerbia     | 3 | 2  | 0 | 1 | 2  | 2  | 0  | 6 |
| Anglia      | 3 | 1  | 2 | 0 | 4  | 2  | +2 | 5 |
| Olaszország | 3 | 1  | 1 | 1 | 5  | 4  | +1 | 4 |
| Csehország  | 3 | 0  | 1 | 2 | 1  | 4  | –3 | 1 |

| 2007. június 11. 18:15 CEST |

| Csehország | 0–0         | Anglia |
| ---------- | ----------- | ------ |
|            | Jegyzőkönyv |        |

| Gelredome, Arnhem Nézőszám: 9 382 Játékvezető: Szabó Zsolt (magyar) |

| 2007. június 10. 20:45 CEST |

| Szerbia         | 1–0               | Olaszország |
| --------------- | ----------------- | ----------- |
| Milovanović 63' | (0–0) Jegyzőkönyv |             |

| De Goffert, Nijmegen Nézőszám: 8 347 Játékvezető: Stéphane Lannoy (francia) |

| 2007. június 14. 18:15 CEST |

| Csehország | 0–1               | Szerbia        |
| ---------- | ----------------- | -------------- |
|            | (0–0) Jegyzőkönyv | Janković 90+3' |

| De Goffert, Nijmegen Nézőszám: 6 109 Játékvezető: Robert Małek (lengyel) |

| 2007. június 14. 20:45 CEST |

| Anglia              | 2–2               | Olaszország                |
| ------------------- | ----------------- | -------------------------- |
| Nugent 24' Lita 26' | (2–1) Jegyzőkönyv | Chiellini 36' Aquilani 69' |

| Gelredome, Arnhem Nézőszám: 17 103 Játékvezető: Damir Skomina (szlovén) |

| 2007. június 17. 20:45 CEST |

| Olaszország                           | 3–1               | Csehország      |
| ------------------------------------- | ----------------- | --------------- |
| Aquilani 4' Chiellini 29' Rossi 45+1' | (3–1) Jegyzőkönyv | Papadopulos 14' |

| Gelredome, Arnhem Nézőszám: 22 013 Játékvezető: Craig Thompson (skót) |

| 2007. június 17. 20:45 CEST |

| Anglia                 | 2–0               | Szerbia |
| ---------------------- | ----------------- | ------- |
| Lita 5' Derbyshire 77' | (1–0) Jegyzőkönyv |         |

| De Goffert, Nijmegen Nézőszám: 9 133 Játékvezető: Knut Kircher (német) |

### Olimpiai pótselejtező
| 2007. június 21. 20:45 CEST |

| Portugália                                      | 0–0 (h. u.)    | Olaszország                        |
| ----------------------------------------------- | -------------- | ---------------------------------- |
|                                                 | ] Jegyzőkönyv] |                                    |
| Büntetőpárbaj                                   |                |                                    |
| J. Moutinho Nani M. Fernandes M. Veloso Antunes | 3–4            | Pellè Montolivo Criscito Palladino |

| De Goffert, Nijmegen Nézőszám: 5 167 Játékvezető: Stéphane Lannoy (francia) |

## Egyenes kieséses szakasz
|  |                         |           |           |                        |   |           |           |       |
|  | Elődöntők               | Elődöntők | Elődöntők |                        |   | Döntő     | Döntő     | Döntő |
|  | Elődöntők               | Elődöntők | Elődöntők |                        |   | Döntő     | Döntő     | Döntő |
|  | június 20. – Heerenveen |           |           |                        |   |           |           |       |
|  |                         |           |           |                        |   |           |           |       |
|  | Hollandia               | Hollandia | 1 (13)    |                        |   |           |           |       |
|  | Hollandia               | Hollandia | 1 (13)    | június 23. – Groningen |   |           |           |       |
|  | Anglia                  | Anglia    | 1 (12)    |                        |   |           |           |       |
|  | Anglia                  | Anglia    | 1 (12)    |                        |   | Hollandia | Hollandia | 4     |
|  | június 20. – Arnhem     |           |           |                        |   | Hollandia | Hollandia | 4     |
|  |                         |           | Szerbia   | Szerbia                | 1 |           |           |       |
|  | Szerbia                 | Szerbia   | Szerbia   | Szerbia                | 1 | 2         |           |       |
|  | Szerbia                 | Szerbia   |           |                        |   |           |           |       |
|  | Belgium                 | Belgium   | 0         |                        |   |           |           |       |
|  | Belgium                 | Belgium   | 0         |                        |   |           |           |       |
|  |                         |           |           |                        |   |           |           |       |

### Elődöntők
| 2007. június 20. 18:15 CEST |

| Hollandia | 1–1 (h. u.)          | Anglia |
| --- | -------------------- | --- |
| Rigters 89' | (0–1) ] Jegyzőkönyv] | Lita 39' |
| Büntetőpárbaj |                      | |
| Babel Drenthe Janssen Beerens Maduro de Ridder Zuiverloon Rigters Kruiswijk Waterman Beerens Drenthe Maduro Janssen de Ridder Zuiverloon | 13–12                | Young Milner Noble Hoyte Derbyshire Ferdinand Carson Rosenior Reo-Coker Taylor Young Milner Noble Hoyte Derbyshire Ferdinand |

| Abe Lenstra Stadion, Heerenveen Nézőszám: 23 467 Játékvezető: Knut Kircher (német) |

| 2007. június 20. 20:45 CEST |

| Szerbia             | 2–0               | Belgium |
| ------------------- | ----------------- | ------- |
| Kolarov 4' Mrđa 87' | (1–0) Jegyzőkönyv |         |

| Gelredome, Arnhem Nézőszám: 17 438 Játékvezető: Robert Małek (lengyel) |

### Döntő
| 2007. június 23. 20:45 CEST |

| Hollandia                                   | 4–1               | Szerbia  |
| ------------------------------------------- | ----------------- | -------- |
| Bakkal 17' Babel 60' Rigters 67' Bruins 87' | (1–0) Jegyzőkönyv | Mrđa 79' |

| Euroborg, Groningen Nézőszám: 22 013 Játékvezető: Damir Skomina (szlovén) |

| A 2007-es U21-es labdarúgó-Európa-bajnokság győztese |
| ---------------------------------------------------- |
| HOLLANDIA 2. cím                                     |

## Olimpia
A 2008. évi pekingi olimpiai játékokra a következő együttesek jutottak ki:
- Hollandia
- Szerbia
- Belgium
- Olaszország

## Gólszerzők
| 4 gólos - Maceo Rigters 3 gólos - Leroy Lita 2 gólos - Alberto Aquilani - Ryan Babel - Giorgio Chiellini - Kevin Mirallas - Dragan Mrđa - Miguel Veloso 1 gólos - Otman Bakkal | - Luigi Bruins - Matt Derbyshire - Royston Drenthe - Manuel Fernandes - Boško Janković - Aleksandar Kolarov - Hedwiges Maduro - Dejan Milovanović - Nani - David Nugent - Michal Papadopulos - Sebastien Pocognoli - Giuseppe Rossi - Ricardo Vaz Tê |